# Schwentine

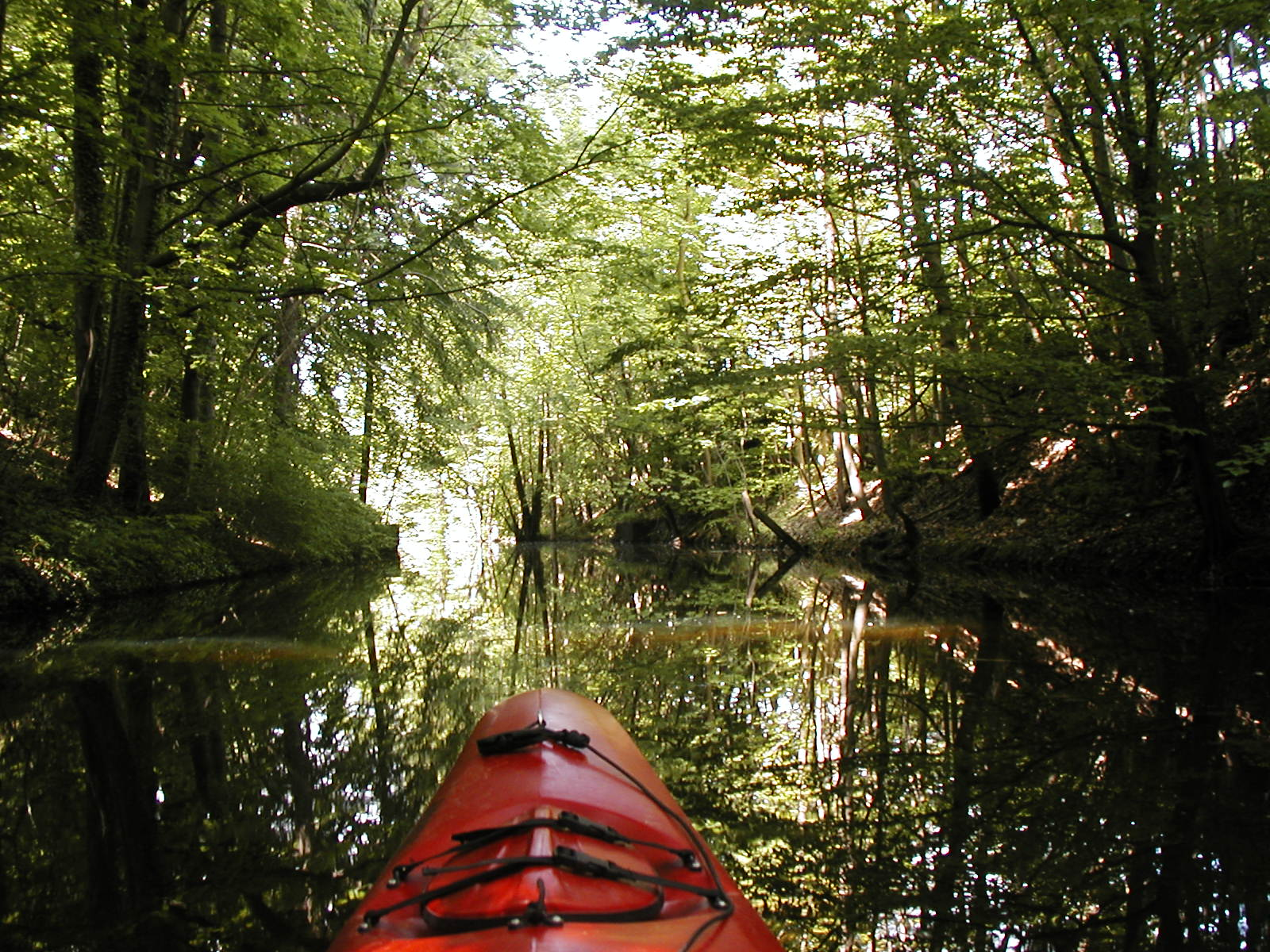
Schwentine bij Malente

De Schwentine is een rivier in de deelstaat Sleeswijk-Holstein in Noord-Duitsland.

## Loop
De Schwentine is 62 km lang. Zij ontspringt op de Bungsberg, het hoogste punt van de regio, in de buurt van Kasseedorf in het district Oost-Holstein, en mondt uit in de Kieler Fjord in Kiel, een inham van de Oostzee.
Zij verbindt de meeste meren van de Holsteinische Schweiz en stroomt door de stadjes Eutin, Malente, Plön en Preetz.

## Economisch belang
De Schwentine is van groot belang voor de drinkwatervoorziening van de stad Kiel.
In de buurt van Klausdorf bevindt zich sinds ca. 1900 de waterwinningsinstallatie Schwentinetal van de Stadtwerke Kiel AG.
Hoewel de Schwentine over bijna haar volledige loop haar natuurlijk aspect heeft behouden heeft zij toch belang voor de industrie. Er zijn immers twee, als monument geklasseerde, waterkrachtcentrales op de rivier gebouwd, die nog steeds in productie zijn.

## Meren op de Schwentine
(stroomafwaarts gerangschikt)
- Stendorfer See
- Sibbersdorfer See
- Großer Eutiner See
- Kellersee
- Dieksee
- Langensee
- Behler See
- Höftsee
- Großer Plöner See
- Stadtsee
- Schwanensee
- Kleiner Plöner See
- Kronsee
- Fuhlensee
- Lanker See
- Kirchsee
- Rosensee, een stuwmeer

- Virtual International Authority File: 245641887